# Campionati del mondo di ciclismo su strada 1996 - Gara in linea maschile Under-23
La gara in linea maschile Under-23 dei Campionati del mondo di ciclismo su strada 1996 fu corsa il 12 ottobre 1996 in Svizzera, nei dintorni di Lugano, su un percorso totale di 168 km. Il podio fu tutto italiano con la medaglia d'oro vinta da Giuliano Figueras, primo con il tempo di 4h23'50" alla media di 38,2 km/h, l'argento andò a Roberto Sgambelluri e il bronzo a Luca Sironi.

## Ordine d'arrivo (Top 10)
| Pos. | Corridore           | Squadra   | Tempo    |
| ---- | ------------------- | --------- | -------- |
| 1    | Giuliano Figueras   | Italia    | 4h23'50" |
| 2    | Roberto Sgambelluri | Italia    | a 1"     |
| 3    | Luca Sironi         | Italia    | a 29"    |
| 4    | Paolo Bettini       | Italia    | s.t.     |
| 5    | René Andrle         | Rep. Ceca | a 49"    |
| 6    | Christian Charrière | Svizzera  | s.t.     |
| 7    | Cesar Acuña         | Colombia  | a 1'02"  |
| 8    | Michael Barry       | Canada    | a 2'13"  |
| 9    | Jörg Jaksche        | Germania  | a 2'21"  |
| 10   | Salvatore Commesso  | Italia    | s.t.     |